# Бережний Іван Микитович
Іван Микитович Бережний (Бережной) (13 січня 1925, хутір Новоолексіївський, тепер Дмитрієвського району Курської області, Російська Федерація — ?) — молдавський радянський діяч, міністр сільського господарства Молдавської РСР. Член ЦК КП Молдавії в 1961—1981 роках. Депутат Верховної Ради Молдавської РСР 6—10-го скликань.

## Біографія
Народився в селянській родині.
У 1939—1942 роках — учень Брянського залізничного технікуму.
У 1942—1950 роках — у Радянській армії, учасник німецько-радянської війни.
Член ВКП(б) з 1945 року.
У 1950—1954 роках — на відповідальній комсомольській роботі в Молдавській РСР.
У 1954—1956 роках — 2-й секретар Сусленського районного комітету КП Молдавії.
У 1956—1958 роках — 2-й секретар Криулянського районного комітету КП Молдавії.
У 1958—1961 роках — слухач Вищої партійної школи при ЦК КПРС у Москві.
У 1960—1961 роках — 2-й секретар Теленештського районного комітету КП Молдавії.
У 1961—1962 роках — 1-й секретар Каушанського районного комітету КП Молдавії.
У 1962 році — партійний організатор ЦК КП Молдавії по Каушанському колгоспно-радгоспному управлінні.
У 1962—1963 роках — секретар партійного комітету Каушанського колгоспно-радгоспного управління Молдавської РСР.
У 1963—1965 роках — — начальник Фалештського виробничого колгоспно-радгоспного управління Молдавської РСР.
У 1965—1970 роках — 1-й секретар Фалештського районного комітету КП Молдавії.
У 1966 році закінчив заочно Кишинівський державний сільськогосподарський інститут імені Фрунзе.
У 1970—1971 роках — завідувач відділу сільського господарства ЦК КП Молдавії.
15 липня 1971 — 7 квітня 1980 року — міністр сільського господарства Молдавської РСР.
З 1980 року — начальник головного управління із будівництва заводів м'ясокісткового борошна Міністерства сільського господарства СРСР.
Подальша доля невідома.

## Нагороди
- орден Жовтневої Революції
- два ордени Трудового Червоного Прапора
- медалі